# سوني ألفا 230
سوني ألفا (SONY A230) من فئة الكاميرات الرقمية أحادية العدسة DSLR ، وهي كاميرات خاصة بهواة ومحترفي التصوير، إلا أن sony a230 تناسب المستخدم العادي لسهولة استخدامها. وتتميز الكامرة بأنها أخف وزنا مقارنة بالطرازات السابقة لها، كذلك تمتاز الكامرة بأنها اصغر حجما وأكثر دمجا. والطراز مزود بشاشة مصنوعة من الكريستال السائل يمكن تحريكها في أي اتجاه يرغب فيه المصور لسهولة التصوير وخصوصا إذا كان .. يقف في زاوية يصعب التصوير منها. بالإضافة إلي ذلك تمتاز الكاميرة الجديدة باحتوائها على مخرج وسائط عالي الوضوح HDMI ليساعد المستخدمين على عرض صورهم على شاشة التلفازالكبيرة، أما إذا كان المستخدم يمتلك تلفاز «برافيا» والذي تنتجه شركة سوني أيضا فيمكنه التحكم في تحريك الصور المحفوظة على الكاميرا من خلال جهاز التحكم عن بعد الخاص بالتلفاز. وبجانب الكاميرات الجديدة، قامت سوني بإطلاق أربع عدسات أولية جديدة منها اثنتان ثابتتان، كذلك طرحت وحدتي فلاش جديدتين.